# ウェイド・バンニーキルク
ウェイド・バンニーキルク（Wayde Van Niekerk (South African English pronunciation: [ˈweɪd fʌn niːˈkɛərk], アフリカーンス語: [fan niˈkɛrk]、1992年7月15日 - ）は、南アフリカ共和国の陸上競技選手である。400mの世界記録保持者。
日本のメディアはウェイド・バンニーキルクと表記することが多いが、南アフリカ英語ではウェイド・ファン・ニーケアク、アフリカーンス語ではヴェイド・ファン・ニーケルクが近い。
100m9秒台、200m19秒台、400m43秒台を記録した人類初のスプリンターであり、現在でも300m30秒台を含めると史上唯一の存在であるマルチスプリンターの象徴的人物。

## 経歴

### 幼少期
母国のアパルトヘイト政策の影響で大会に出場することができずに、18歳ながら現役を引退した元陸上選手である母親オデッサ・スワーツの下に、体重僅か1000gの低出生体重児として誕生。
母は短距離、父は走り高跳びの選手であり、義理の父は長距離選手という陸上一家だった。幼い頃はラグビーをしており、17歳の時に陸上を始める。
ラグビーユニオン選手でラグビー南アフリカ代表、チェスリン・コルビはいとこ。

### 2015年

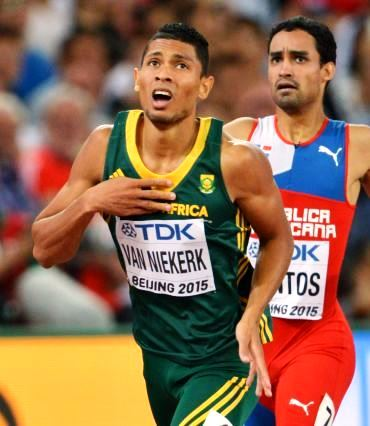
世界陸上北京大会男子400m決勝

8月26日、世界陸上北京大会男子400m決勝で、アフリカ新記録、世界歴代4位（当時）のタイムとなる43秒48を記録し世界陸上初優勝。

### 2016年
8月15日、リオデジャネイロオリンピック男子400ｍ決勝において、マイケル・ジョンソンが保持していた世界記録（43秒18）を17年ぶりに更新する43秒03で世界新記録を樹立して、金メダルを獲得した。
いとこのコルビはセブンズ南アフリカ代表としてリオデジャネイロオリンピックに出場し、銅メダルを獲得した。

### 2017年
6月28日、オストラバ・ゴールデン・スパイクはチェコ・オストラバ（Ostrava）で行われた男子300mにて、バンニーキルクは2000年にマイケル・ジョンソンが記録した30秒85の記録を上回る30秒81で世界最高記録(当時)を樹立した。(この記録は2024年にレツィレ・テボゴによって破られた。)

#### 世界陸上ロンドン大会
今大会にて、400mに加えて200mでもエントリー。
8月8日の男子400m決勝にて、今大会準優勝であり2日前の準決勝で流しながら43秒89を記録していたスティーブン・ガーディナーが寒さで44秒41に終わる悪条件の中（今大会は大会通して寒さで短距離全体のタイムが伸び悩んでいた）、バンニーキルクは200mの予選を挟み3日連続のレースでありながら、以後2日立て続けにある200mのために後半を流しつつ43秒98で走るという離れ業で世界陸上400m2連覇を達成。
8月10日の男子200m決勝にて、400mと合わせて5日間連続で走るという過密スケジュールで疲労困憊の中、20秒11で走り準優勝となった。　　　　

#### 膝前十字靭帯の断裂
10月7日、ケープタウンで開催されたラグビーの南アフリカvsニュージーランドのテストマッチの前座におけるタッチラグビーの試合で膝前十字靭帯（ACL）を断裂。当時本人はそこまで深刻な怪我であるとは思っておらず、怪我判明後も10月30日に催される学生時代から長年付き合っていたガールフレンドとの結婚式を妨げないために怪我の情報は伏せておいたものの、結婚式終了後の11月1日に怪我を世間に報告し、新婚旅行を取りやめて、アメリカ合衆国のコロラド州ベールにて手術を受け成功。しかし翌年以降の2018年-2019年の2年間レース復帰することはなかった。
２０２１年
東京オリンピックでは怪我の影響で準決勝敗退
２０２２年
世界陸上オレゴンでは５位入賞

## 自己ベスト
記録欄の（　）内の数字は風速（m/s）で、+は追い風、-は向かい風を意味する。
| 種目 | 記録          | 年月日        | 場所             | 備考        |
| ---- | ------------- | ------------- | ---------------- | ----------- |
| 100m | 9秒94 (+0.9)  | 2017年6月20日 | ヴェレニエ       |             |
| 200m | 19秒84 (+1.2) | 2017年6月10日 | キングストン     |             |
| 300m | 30秒81        | 2017年6月28日 | オストラヴァ     | 世界歴代2位 |
| 400m | 43秒03        | 2016年8月15日 | リオデジャネイロ | 世界記録    |